# 井邑警察署
井邑警察署（チョンウプけいさつしょ）は、全北地方警察庁所管の警察署である。

## 管轄区域
- 井邑市

## 沿革
- 1945年10月21日 - 井邑警察署として開署。
- 1981年7月11日 - 井州邑の市制施行に伴い井州警察署に改称。
- 1988年11月15日 - 現在の庁舎に移転。
- 1995年1月27日 - 井州市と井邑郡が合併して井邑市になったのに伴い井邑警察署に戻す。

## 組織
- 警務課
- 生活安全課
- 捜査課
- 情報保安課
- 警備交通課

## 管轄地区隊
- 中央地区隊
- 上洞地区隊

## 管轄派出所
- 新泰仁派出所
- 泰仁派出所
- 古阜派出所
- 梨坪派出所
- 北面派出所
- 農所派出所
- 科橋派出所
- 笠岩派出所
- 所声派出所
- 甘谷派出所
- 七宝派出所
- 山外派出所
- 山内派出所

## 管轄治安センター
- 浄雨治安センター
- 禾湖治安センター
- 瓮東治安センター
- 永元治安センター
- 徳川治安センター
- 農所治安センター